# Brotorget

Brotorget är ett torg centralt beläget i Bollnäs.
Brotorget är platsen där invånarna samlas både till vardags och när något händer. Brotorget är utformat med en öppen och flexibel torgyta som rymmer aktiviteter som torghandel, lek, konserter, tal, uppträdanden och event. På sommaren stannar Snoddaståget som du kostnadsfritt kan åka runt i centrumkärnan med. Torgets utformning är öppen och möjlig att korsa från alla håll. Torgets golv har ett modernt mönster hämtat från broderitraditioner i Hälsingland. Den röda scenen, inspirerad av Hälsinglands böljande berg, är torgets blickfång och en stark symbol att hänvisa till för den som inte känner staden. Scenens golv av trä gör att den också kan fungera som en sittplats under tak och en plats för dans och spontana uppträdanden av alla åldrar. Scenens södra sida bildar en soltrappa och plats där man kan sitta. Runt torget finns sittplatser, perennplanteringar och träd.
På torget bedrevs tidigare torghandel året runt och på torget dansades finalen i Hälsingehambon. På torget rymdes en scen, målad och utsmyckad av konstnären Mårten Andersson. I torgets nordöstra hörn stod den berömda Snoddasreliefen.
17 december 2007 beslöt kommunfullmäktige att sälja torget till det danska fastighetsbolaget Sjaelsökoncernen för 162 000 kronor. Planen var att fastighetsbolaget skulle bygga en galleria, och därför röjdes torget av och grävdes upp 2008. På grund av finanskrisen 2008-2009 lades planerna på is.
Författaren Thomas Tidholm, bosatt i Arbrå utanför Bollnäs, är en av dem som engagerat sig starkt mot att kommunen låtit sälja stadens torg.
2012 vann arkitektbyrån Karavan uppdraget att utforma det nya Brotorget. Projektering på gick 2013 – 2015 och det nya Brotorget var färdigställt 2016.